# Lista de partidos políticos na Galiza
Este artigo lista partidos políticos na Galiza, Espanha.

## Partidos representados noParlamento Galego
| Partido                                        | Ideologia                                 | Votos   | %      | Assentos | Status     | Leader               |
| ---------------------------------------------- | ----------------------------------------- | ------- | ------ | -------- | ---------- | -------------------- |
| Partido Popular de Galiza (PP)                 | Conservadorismo LiberalDemocracia Cristám | 627,762 | 47.96% | 42 / 75  | Government | Alberto Núñez Feijóo |
| Bloque Nacionalista Galego (BNG)               | Nacionalismo GalegoSocialismo             | 311,340 | 23.79% | 19 / 75  | Opposition | Ana Pontón           |
| Partido dos Socialistas da Galiza (PSdeG-PSOE) | Social- Democracia                        | 253,750 | 19.39% | 14 / 75  | Opposition | Gonzalo Caballero    |

## Partidos sem representação
| Partido                                                      | Ideologia                                     | Votos  | %     |
| ------------------------------------------------------------ | --------------------------------------------- | ------ | ----- |
| Galiza em Comum–Renovação–Marés ( Podemos - UE - Anova )     | Socialismo democrático Populismo de esquerda  | 51.630 | 3,94% |
| Voz (VOX)                                                    | Conservadorismo nacional Populismo de direita | 26.797 | 2,05% |
| Cidadaos – Partido da Cidadania (Cs)                         | Liberalismo                                   | 9.840  | 0,75% |
| Partido Animalista Contra os Maus-Tratos aos Animais (PACMA) | Direitos dos animais                          | 6.057  | 0,46% |

### Partidos menores
- Maré Galicianista ( Em Marea – CxG – PG )
- Cortes Zero – Espaço Comum – Os Verdes – Municipalistas (RC–EsCo–OV–M)
- Equo Galiza (Equo)
- Partido Comunista dos Trabalhadores da Galiza (PCTG)
- Por um Mundo Mais Justo (PUM+J)
- Assentos Vazios (EB)
- XXI Convergência (C21)

## Lista de partidos políticos na Galiza
1. Alternativa Española (AES)
2. Falange Española de las JONS (FE de las JONS)
3. Falange Autêntica (FA)
4. Democracia Nacional (DN)
5. Partido Obreiro Socialista Internacionalista (POSI)
6. Partido Animalista Contra o Maltrato Animal (PACMA)
7. Os Verdes-Grupo Verde
8. Partido dos Socialistas da Galiza - Partido Socialista Operário Espanhol
9. Bloco Nacionalista Galego (BNG)
10. Solidariedade e Autogestom Internacionalista (SAIn)
11. Esquerda Unida (UE)
12. Associação de Votaçom Eletrónica (AVE)
13. Partido Popular da Galiza (PP)
14. Comunidade Tradicionalista Carlista (CTC)
15. Partido Humanista da Galiza (PH) Uniom do Povo Galego
16. Cidadaos – Partido da Cidade (C's)
17. Por Um Mundo Mais Justo (PUM+J)
18. Identidade Galega (IDEGA)
19. Uniom Progresso e Democracia (UPyD)
20. Partido Família e Vida (PFyV)
21. Terra Galega (TG)
22. Partido da Terra (PT)
23. Frente Popular Galega (FPG)
24. Nós-Unidade Popular (NOS-UP)
25. Uniom do Povo Galego (UPG)
26. Assambleia da Mocidade Independentista (AMI)
27. Partido Galeguista (PG)
28. Convergência Nacionalista Galega
29. Esquerda de Galiza (EG)
30. Alternativa dos vezinhos
31. Convergência XXI (CXXI)